# Johann Nepomuk Ernst von Harrach

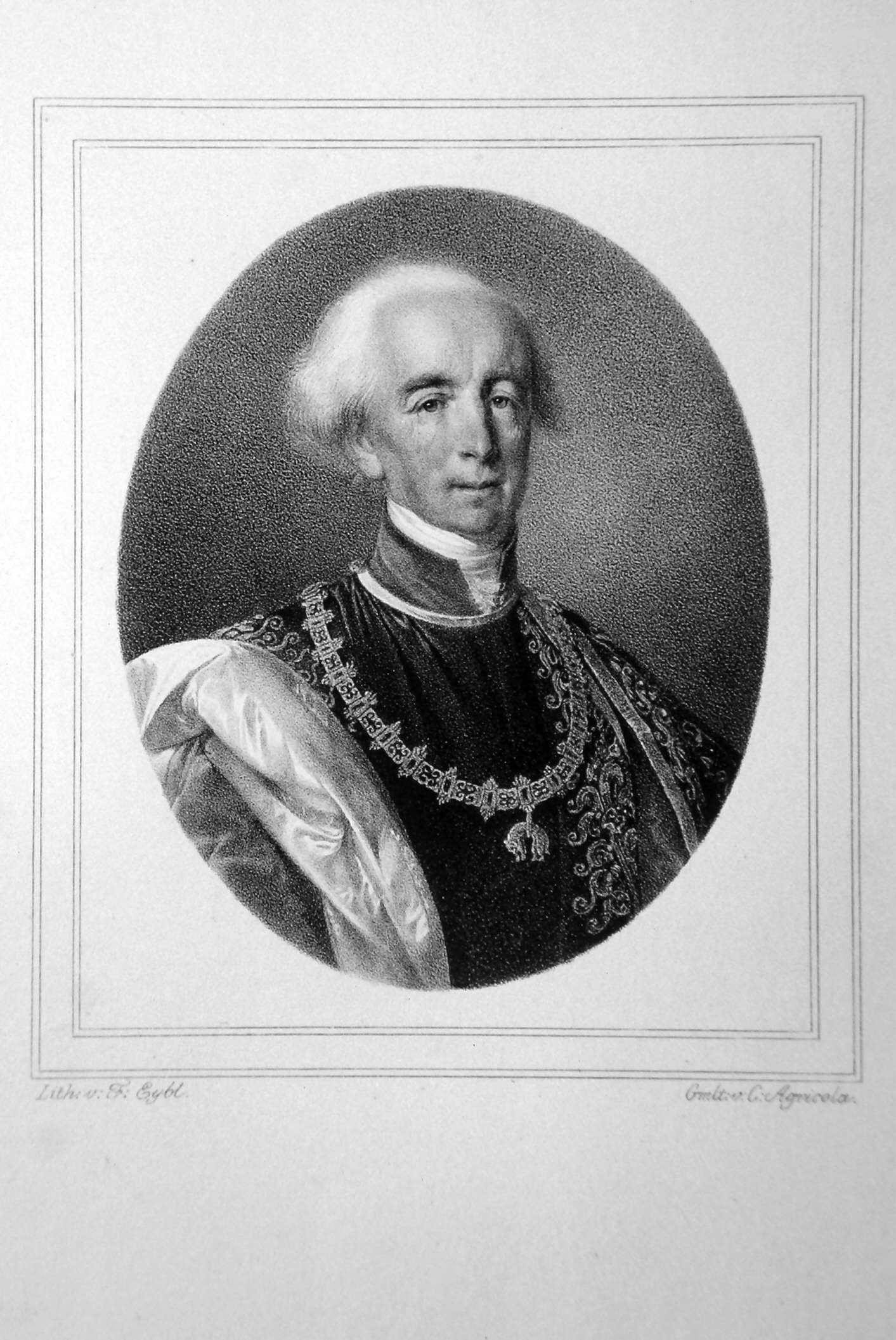
Johann Nepomuk Ernst von Harrach Litho

Johann Nepomuk Ernst Graf von Harrach (* 17. Mai 1756 in Wien; † 11. April 1829 ebenda) war ein bekannter Kunstsammler, Humanist und Industrieller sowie Ritter des Ordens vom Goldenen Vlies.

## Herkunft
Seine Eltern waren der Graf Ernst Guido von Harrach (1723–1783) und dessen Ehefrau Maria Josepha, geborene Gräfin von Dietrichstein (1736–1799). Der bekannte Arzt Karl Borromäus von Harrach war sein Bruder.

## Leben
Nach seinem Jura-Studium ging er nach Mainz, wurde 1776 vom Kurfürsten und Reichserzkanzler Friedrich Karl Joseph von Erthal zum adeligen Hof- und Regierungsrat berufen und wirkte ab 1777 als adeliger Hof- und Gerichtsrat. Im Jahr 1779 hatte er sich einen guten Ruf erworben und wurde von der Kaiserin Maria Theresia als Regierungsrat in österreichische Staatsdienste geholt. Von Kaiser Joseph wurde er 1785 zum wirklichen Reichshofrat ernannt. Im Jahr 1792 begleitete er den Kaiser zur Krönung nach Frankfurt, verließ aber noch im gleichen Jahr den Staatsdienst, um sich seinen Besitzungen zu widmen.
Schon Ferdinand Bonaventura II. von Harrach hatte sich um die Entwicklung von Janowitz bemüht. Bereits um 1750 holte er die ersten Weber aus Böhmen mit unentgeltlich gebauten Häusern und zugehörigen Grundstücken. Der Graf Johann konnte die Herstellung von Leinwaren seiner Herrschaften Janowitz (Olmützer Kreis in Mähren) weiter fördern sowie Eisenwerke in Starkenbach und Schluckenau (in Böhmen) und die Glashütte in Starkenbach erfolgreich stärken. Als er 1829 starb, arbeiteten 600 Leinweberstühle und 3000 Spinner in seiner Fabrik, dazu gab es zahlreiche unabhängige Meister. In der Glashütte wurde Flintglas für optische Instrumente erzeugt und in den Orten wurden Volksschulen errichtet. Außerdem gelang es ihm, in den Kriegsjahren von 1805 bis 1817 die Produktion aufrechtzuerhalten. Für seine Verdienste erhielt er 1823 den Orden vom Goldenen Vlies.
Mit seinem Verdienst konnte der Graf eine große Kunstsammlung anlegen. Er kaufte für 22.000 Gulden die Hertel’sche Sammlung und baute diese zu der wertvollsten Sammlung der Monarchie aus. Von seinem Bruder Karl Borromäus erbte er eine wertvolle Karikaturensammlung. Daneben besaß er eine umfangreiche Bibliothek. Ferner ließ er den berühmten Blumen-Garten von Schloss Prugg in Bruck an der Leitha anlegen. Dort gelang es, einen ostindischen Strauch aus der Familie der Akanthusgewächse zu züchten. Diese erhielten daher den Namen Harrachia (Synonym für Crossandra). 1820 blühte zum ersten Mal die Indische Lotosblume.
Harrach heiratete am 29. Januar 1782 die Palast- und Sternkreuzdame Maria Joseph Fürstin von Liechtenstein (1763–1833), Tochter des Karl Borromäus von Liechtenstein. Die Ehe blieb kinderlos.